# Josep Gimeno i Navarro
Josep Gimeno i Navarro (Barcelona, 1901 — Barcelona, 17 de febrer de 1955) fou un poeta, dramaturg i pintor. De família immigrada, de jove fou tipògraf i futbolista professional. Residí a Begues. Començà escrivint en castellà, però passà al teatre en català i estrenà diverses obres, algunes de to social. Com a poeta conreà una línia popularista amb una imatgeria influïda per Federico García Lorca i per Sebastià Sánchez i Juan.
Com a futbolista jugà al FC Espanya, als equips reserves del FC Barcelona, arribant a disputar 5 partits amb el primer equip, i al CE Júpiter. Disputà dos partits amb Catalunya l'any 1920.

## Obra literària
Teatre
- Barraques de Montjuïc (Romea, 1936)
- L'amor infinit
- Demà comença la vida
- La inútil veritat
- Els desheretats

Poesia
- El moliner invisible (1935)
- Poemes de raval (1937)
- L'íntim recés (1937)
- Festeig (1938)
- Dolor de la guerra (1938)
- Les ales dels àngels (1948)
- L'enyor perdurable (1949)